# جان بارنول
جان بارنول (انگلیسی: John Barnwell؛ زادهٔ ۲۴ دسامبر ۱۹۳۸) بازیکن فوتبال اهل بریتانیا است.
از باشگاه‌هایی که در آن بازی کرده‌است می‌توان به باشگاه فوتبال شفیلد یونایتد، باشگاه فوتبال آرسنال، و باشگاه فوتبال ناتینگهام فارست اشاره کرد.